# 罗伯特·马兰
罗伯特·马兰（英語：Robert Marland，1964年5月13日—），加拿大男子赛艇运动员。他曾代表加拿大参加1988年和1992年夏季奥林匹克运动会赛艇比赛，其中1992年奥运会获得一枚金牌。